# Harmatotrops
Els harmatotrops (llatí: Harmatotropi) foren una petita tribu de l'Hindu Kush esmentada per Plini el Vell, que vivia entre els mardis i els bactrians.